# Agapit Vallmitjana i Barbany
Agapit Vallmitjana i Barbany (Barcelona, 24 de març de 1832 - Barcelona, 25 de novembre de 1905) fou un escultor català. Juntament amb el seu germà Venanci Vallmitjana, varen suposar un gran paradigma dins de l'escultura catalana de mitjan segle xix introduint una tècnica natural-realista, tant pel que fa al seu procés creatiu com en el camp de l'ensenyament. En solitari, les obres d'Agapit destaquen pel sentiment que posseeixen, els plecs, la seva harmonia i la morbidesa de les carns.

## Biografia

### Els germans Vallmitjana
Fills del teixidor Felip Vallmitjana i de Francisca Barbany, s'iniciaren en l'art de l'escultura modelant figures de pessebre i caretes de carnaval, activitats que practicaven un cop acabava la seva jornada laboral com a teixidors en el taller familiar. Foren l'escultor Pau Xacó (al qual visitaven cada diumenge al seu taller) i el pintor Sebastià Gallès i Pujal els que insistiren perquè es matriculessin a les classes de l'Escola de Llotja de Barcelona, després que el pare d'ambdós els ensenyés les figures que els seus fills feien per les nits. Agapit s'hi matriculà el curs 1849-1850. Se sap que l'any 1850 varen passar ja a la classe d'escultura al natural per haver guanyat les quatre mencions honorífiques que feien falta per donar aquest pas, a més d'altres classes on només estava matriculat Agapit, com eren les d'anatomia, teoria de les arts i història de les belles arts.
Dins l'Escola de Llotja foren tutelats i dirigits per un ja gran Damià Campeny, del qual varen aprendre molt sobre l'escultura neoclàssica. Un cop fora, però, no seguiren les pautes del mestre, encara que sempre li van agrair molt les seves ensenyances tal com el seu biògraf Manuel Rodríguez Codolá ens ho indica al seu llibre. La mort de Damià Campeny suposa un tancament definitiu dels cànons neoclàssics que havien arribat de la mà de Winckelmann, es deixen de costat els temes mitològics i es dona un pas cap a l'escultura més naturalista i no tan idealitzada. La seva estreta relació amb els principals introductors de les teories romàntiques, el pintor purista Claudio Lorenzale i els teòrics Josep de Manjarrés i de Bofarull i els germans Pau Milà i Fontanals i Manel Milà i Fontanals, justifica certes reminiscències romàntiques en la seva obra especialment en la d'Agapit, però certament la característica més destacable és el detallisme realista a la recerca d'un estil propi.
Juntament amb el seu germà Venanci Vallmitjana, obrí un taller el 1850 al carrer Mercaders cantonada Font de Sant Joan, a Barcelona, i col·laboraren junts en la realització d'obres escultòriques d'origen públic; foren nomenats cavallers de l'orde americà d'Isabel II. Amb l'inici del projecte de les escultures per a la Universitat de Barcelona traslladaren el seu taller allà; l'any 1877 seran elegits membres de l'Acadèmia de San Fernando, i, finalment, l'any 1883 separaran els seus tallers. Paral·lelament, entre 1876 i 1881, Agapit fou catedràtic interí d'escultura a l'Escola de la Llotja, càrrec que passà a ostentar en ferm a partir de 1880. fins a la seva mort.
Al seu taller acudiren joves escultors. Els primers deixebles de renom que faran estada al taller són Jeroni Miquel Suñol i Pujol i Rossend Nobas i Ballbé. Més endavant hi trobarem escultors com Joan Flotats i Llucià, Rafael Atché i el més directe de tots els seus deixebles, que serà Agapit Vallmitjana i Abarca, fill de Venanci. Ja en època modernista, cal destacar alguns escultors que van treballar sota les seves ensenyances, com són Eusebi Arnau, Agustí Querol i Josep Llimona. El taller va estar obert fins a 1883; dos anys abans Agapit aconsegueix la càtedra a l'Escola de Llotja.
Es varen donar a conèixer les seves obres a Madrid durant les Exposiciones Nacionales de Bellas Artes. Agapit presentarà l'any 1862 una estàtua de Sant Sebastià amb la qual va rebre una medalla de tercera classe, i l'any 1864 torna a participar-hi junt amb el seu germà amb sis obres. L'any 1876 Agapit exposarà el seu Crist jacent, guardonat amb una medalla de segona classe; l'obra, no obstant això, ja havia estat guardonada a Viena l'any 1873. Cal destacar també la participació, junt amb el seu germà Venanci, a l'exposició que feu a París l'any 1875.
| «                                     | Cerca de cincuenta y cinco años han transcurrido desde aquel entonces y la cantidad de estatuas que han producido los hermanos Vallmitjana es incalculable. En cuanto a la calidad, ¿a qué hablar de ella si el solo nombre de sus autores encierra toda la gloria de la escultura catalana? De la escultura catalana, sí -iba a decir española-, ya que todos o casi todos los escultores que más tarde han puesto tan alto en España el nombre de la escultura -tan muerto medio siglo atrás- han sido modelados por las manos de semejantes maestros | » |
| — Apel·les Mestres, dibuixant i poeta | |   |

### Maduresa en solitari

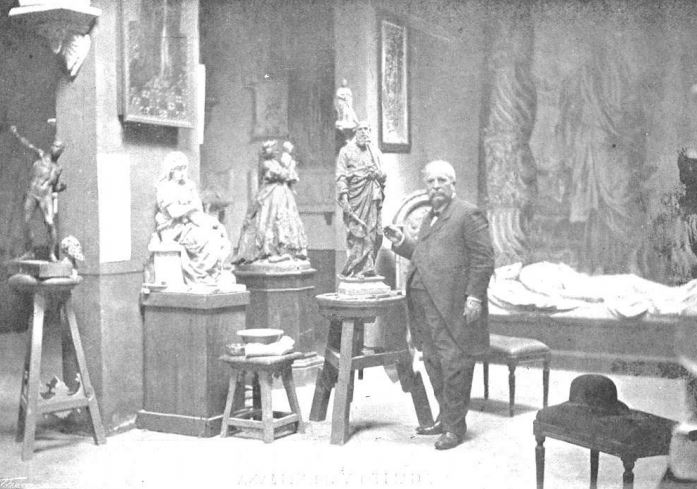
Agapit Vallmitjana al seu taller

Agapit esdevingué membre interí de l'ara anomenada Reial Acadèmia Catalana de Belles Arts de Sant Jordi el 24 de febrer 1877 amb un sou de mil cinc-centes pessetes anuals, i aconseguí la càtedra d'escultura de l'Escola de Llotja per reial ordre el dia 14 de juliol de 1881 amb un sou anual de tres mil pessetes. La seva ensenyança es dedicava a l'escultura antiga i natural; influí sobre joves escultors que en aquell moment començaven els seus estudis, orientant-los i ensenyant d'una forma molt parental un dels escultors que més es citen com a deixeble d'ell: és Pablo Gargallo. L'obra d'Agapit en l'últim terç de la seva vida, entre altres obres de caràcter públic, consisteix en una gran demanda de retrats i escultures de caràcter funerari, ja que tenia una molt bona tècnica i els seus retrats eren d'allò més versemblants.
Durant la seva trajectòria en solitari va tenir taller a la plaça Universitat, carrer Consell de Cent, 295, i Balmes, 31. Alguns historiadors comparen la seva obra amb Tenerani Dupré i Carpeaux.

## Els germans Vallmitjana: primeres obres

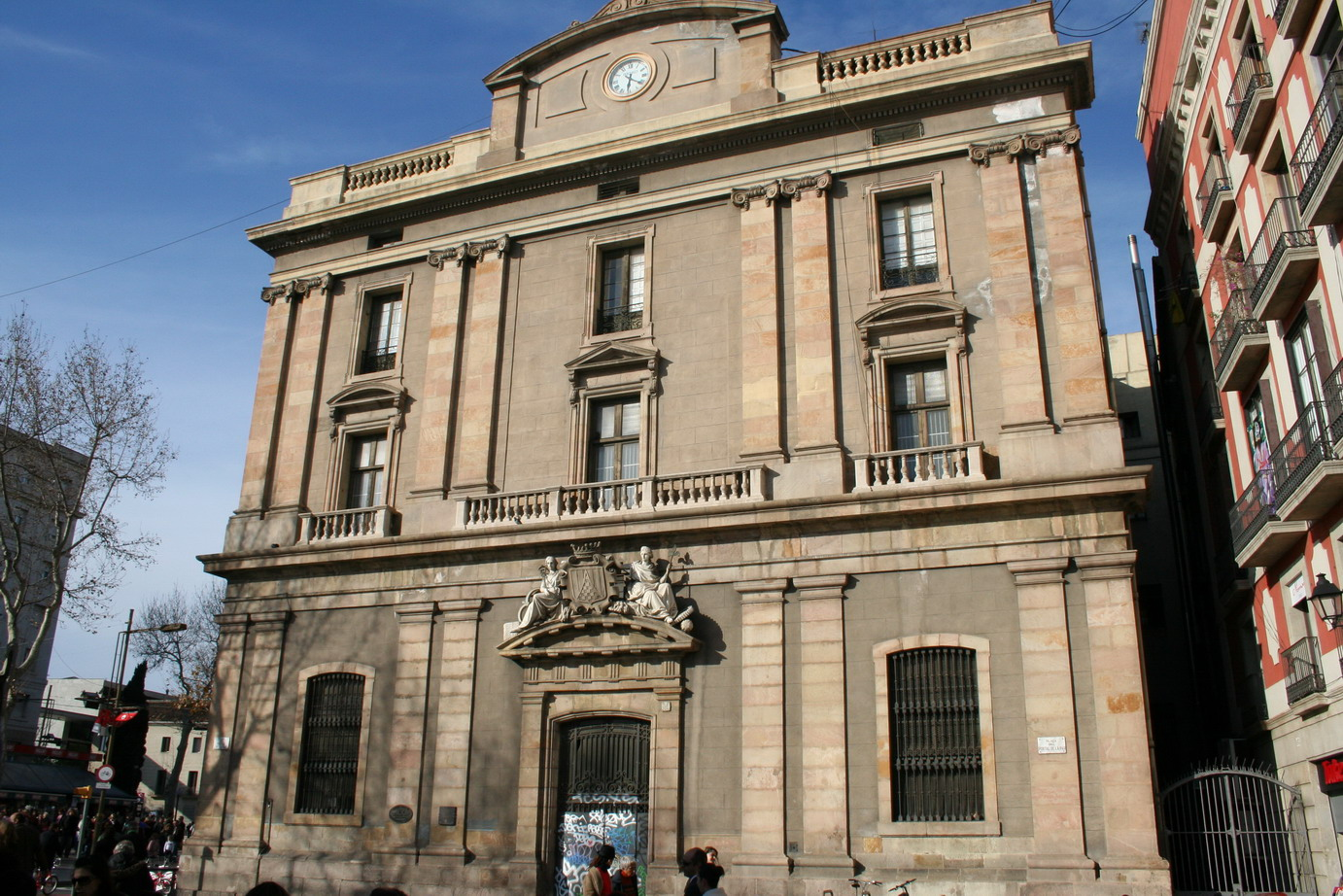
Façana del Banc de Barcelona amb escultures del Comerç i la Indústria

Els germans Vallmitjana van rebre molts dels seus encàrrecs en conjunt i molts cops ha estat difícil distingir l'autoria de les obres. Uns dels primers encàrrecs, l'any 1853-1854, foren les estàtues dels evangelistes i el grup de la fe, per a l'església de Sant Just de Barcelona. L'encàrrec decisiu, en tot cas, pel que fa a l'escultura monumental, fou les estàtues al·legòriques El Comerç i la Indústria, portades a terme per decorar la façana del Banc de Barcelona. L'arquitecte encarregat de les obres, Josep Oriol Mestres, insistí en la contractació dels Vallmitjana en compte de confiar la feina a escultors estrangers (sobretot italians), ja que ell creia que ho podien fer fins i tot millor i era una manera de donar el reconeixement que es mereixia l'escultura autòctona.
Gràcies al banquer Manuel Girona aconseguiren el permís per traslladar el seu taller a la capella de Santa Àgata, de 1858 a 1867, on l'any 1861 rebrien la visita de la reina Isabel II, que els farà alguns encàrrecs, com un retrat seu i una imatge de Sant Jordi. Les estàtues del Banc de Barcelona són dues matrones al·legòriques del Comerç i la Indústria que flanquegen un escut central que originàriament era l'escut de Barcelona tot i que als anys quaranta va ser substituït per un escut militar.
Un altre dels projectes importants que duen a terme junts foren les cinc estàtues de les fornícules del vestíbul de la Universitat de Barcelona, l'any 1865. El 20 de novembre de 1866, els escultors van lliurar els esbossos en guix i el 6 de setembre d'aquell any s'accepten i no foren col·locades fins a l'any 1876. Agapit va encarregar-se de l'estàtua de Lluís Vives i Alfons X el Savi, i se sap que varen cobrar tres mil escuts.

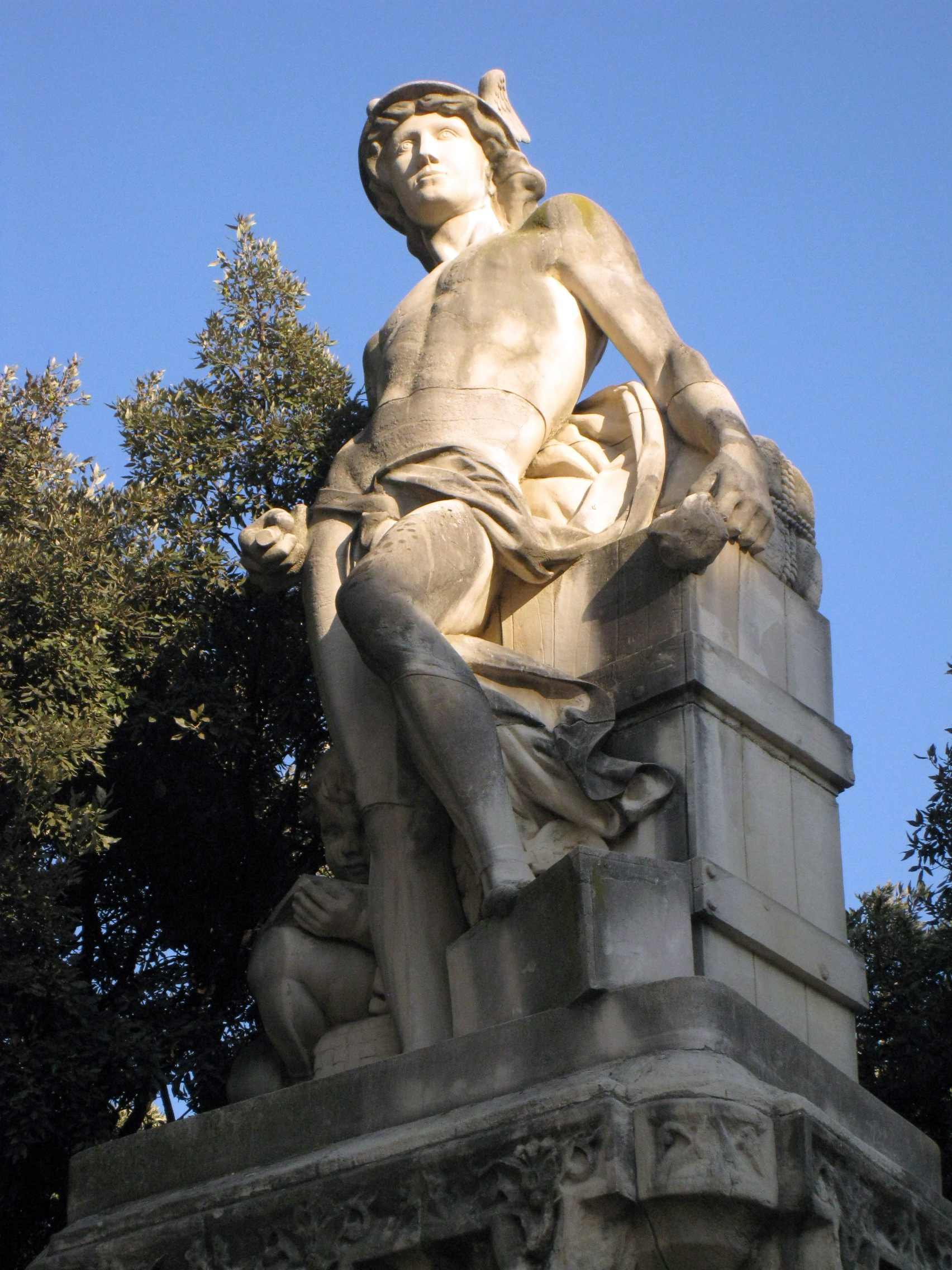
El Comerç

Posterior a aquest encàrrec participaren en un projecte oficial junts, al Parc de la Ciutadella, on fan diverses contribucions: el naixement de Venus a la cascada del parc i la decoració de les portes d'entrada a la Ciutadella. Pel que fa a la primera intervenció, datada entre 1874-1882, era una projecció de Josep Fontserè i còpia del Château d'eau del palau Longchamp de Marsella, malgrat que no arriben a ser de la mateixa qualitat i queden com una simple còpia sense gaire atracció.

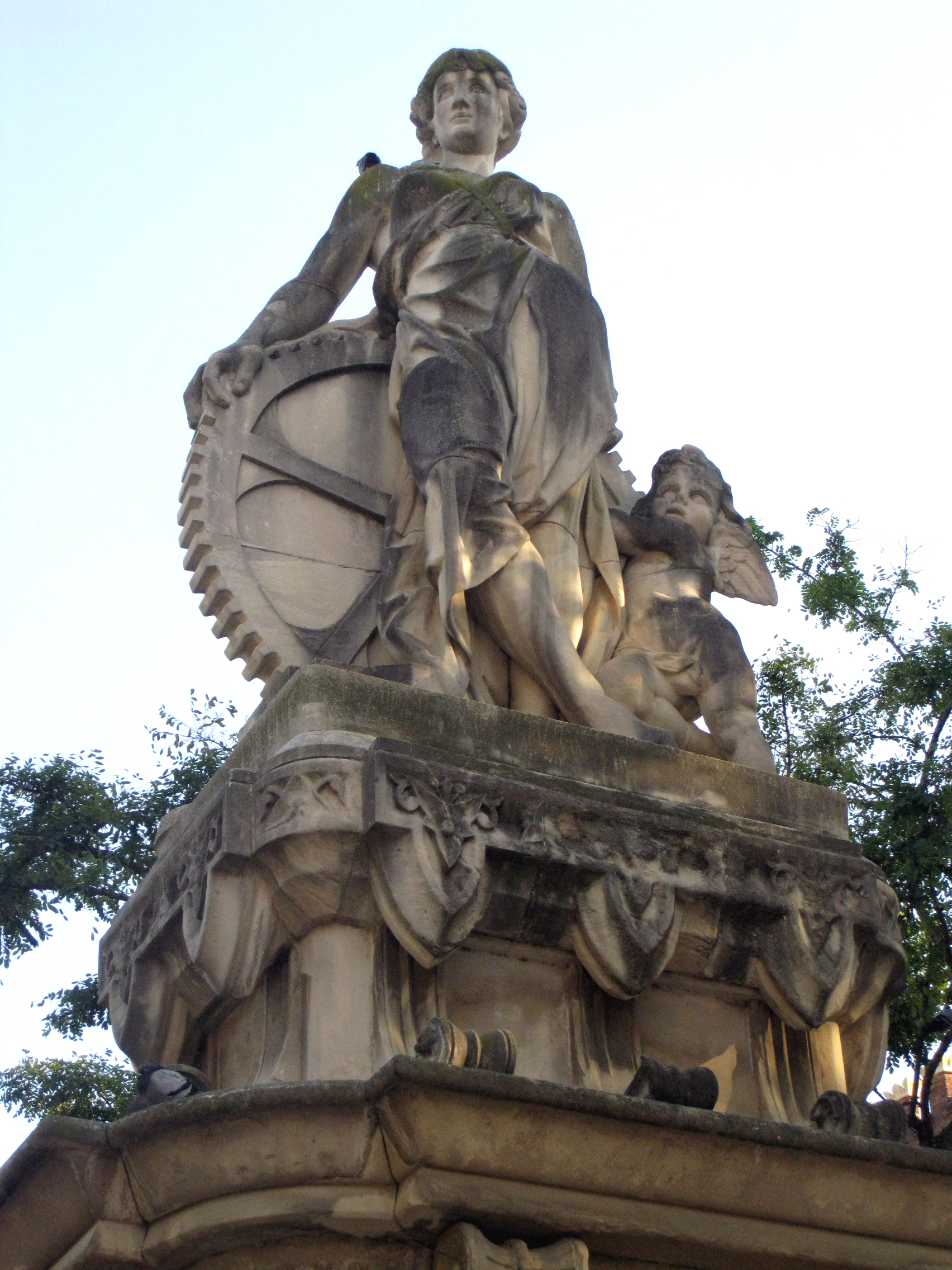
La Indústria

La segona intervenció són quatre al·legories de l'any 1883; l'Agricultura i la Marina, fetes per Agapit, flanquegen la porta que dona a l'avinguda del marquès de l'Argentera, i les de Venanci, que en aquest cas tenen més tècnica, són la Indústria i el Comerç. Veiem també la incursió dels artistes al Palau de Justícia de Barcelona, projecció de Josep Domènech i Estapà amb col·laboració d'Enric Sagnier, on participen en la decoració escultòrica de l'edifici.
Dins l'obra que fan mentre treballen junts és molt difícil saber-ne l'autoria exactament, per això diem que aquestes obres són conjuntes. Entre elles cal destacar:
- L'àmbit religiós: Verge de la Mercè, Sant Jaume, Sant Francesc i Figures de pessebre(1850), Verge i nen, Trànsit de Sant Francesc d'Assís, Santa Isabel emparant a un pobre, Cruxifix i Verge Dolorosa (1861), Sant Llorenç i Santa Eulàlia (1864); quatre imatges per l'església de Bonanova: La verge de Lourdes(1877), Crucifix(1878); Per la capella de Santa Llúcia de Martorell: una Immaculada, Sant Lluís Gonzaga i Sant Ignasi de Loiola.
- Monuments funeraris: Panteó de Josep Serra, Resurrecció, Judici final i Comerç (1861).
- Obres de gènere: La caritat (1880), Tirolesos (1881).
- Retrats: Figures eqüestres de Prim, O'Donnell i Echagüe (1860), Alfons XII (Ajuntament de Barcelona, 1875), Marquès de Campo (1878).
- Escultura aplicada a l'arquitectura: Estàtues del Comerç i la Indústria (Banc de Barcelona, 1862), treballs a la Universitat de Barcelona (1865) i San Francisco el Grande (Madrid, 1865).
- Col·lecció d'animals, juntament amb el seu germà Venanci: Cap de cavall, Tigre, Lleó, Elefant, Lleó devorant un conill, Parella de camells (1880), que ens permeten veure la tècnica d'ambdós escultors.

## Etapa en solitari

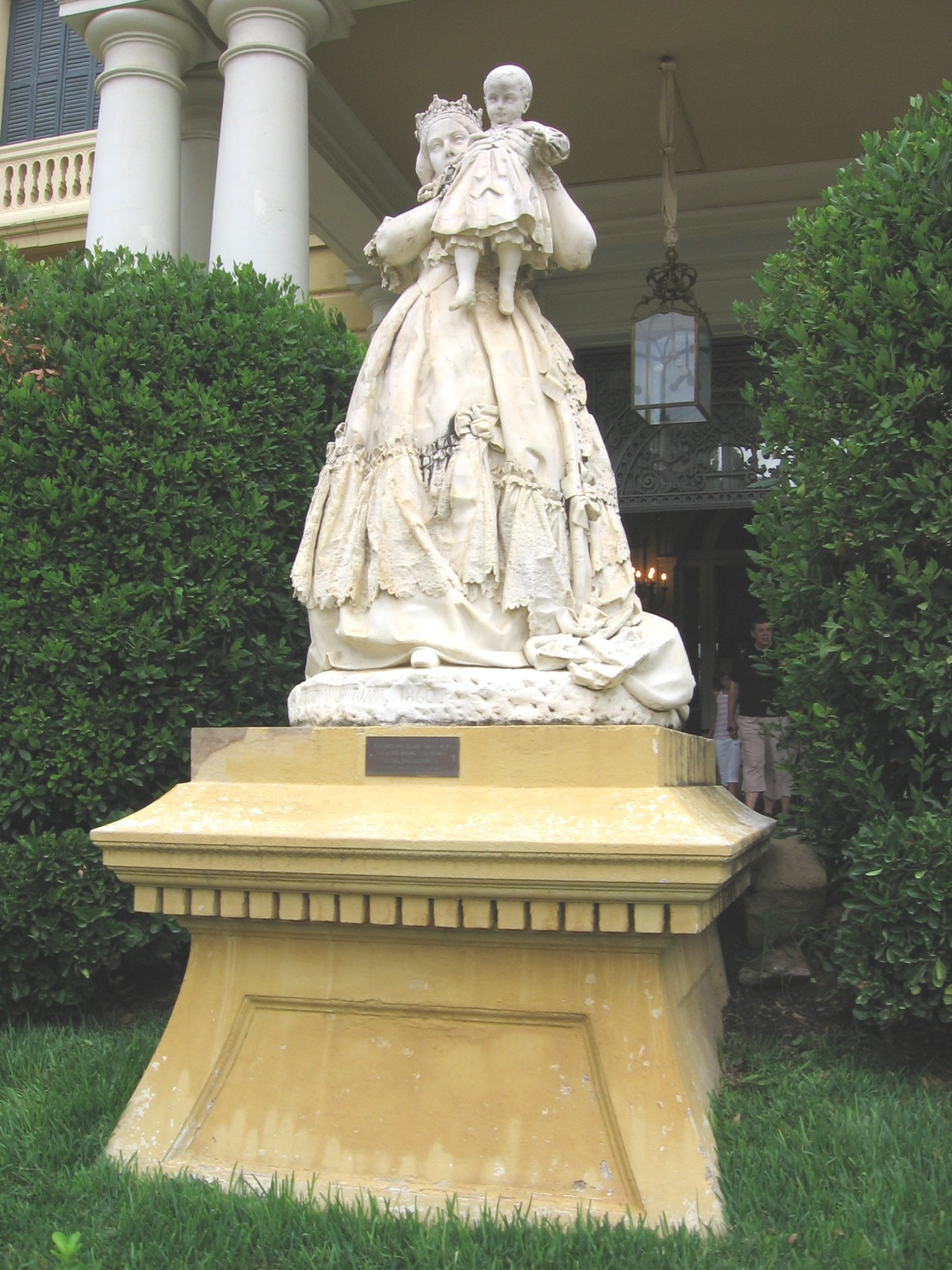
Isabel II mostrant al seu fill Alfons XII

Agapit va realitzar nombroses escultures al llarg de la seva vida; entre elles podem distingir diversos àmbits, com són: religiós, monumental, retrats i al·legories; a més de moltes obres dedicades als animals i altres temes de costums. La seva producció, en vida no va ser gaire reconeguda i molts cops es va trobar a l'ombra del seu germà; de tota manera, amb el temps molts especialistes no hi han estat del tot d'acord, ja que la seva obra a vegades era superior a la de  Venanci.
Començà a rebre encàrrecs en solitari, molts d'ells retrats i escultures de caràcter funerari, a més d'imatgeria religiosa; certament algunes obres tenen un aire historicista, però tot i així no abandonarà mai el realisme i la naturalitat en el retrat.
- Retrat de la reina Isabel II amb l'infant Alfons XII[13][14] L'any 1861 la reina li la demana, després que ell li ensenyés un esbós que havia fet en honor de la seva visita mentre estaven realitzant les estàtues dels Evangelistes i la Fe a l'església de Sant Just. Veiem en els esbossos imatges nues de la reina amb la intenció de captar totalment el moviment, molt modern alhora de voler realitzar el retrat amb naturalitat.[15] Per la posició en què es troba retratada la reina i el nen, és possible que s'inspirés en les imatges monumentals que es van fer a la França del Segon Imperi. Pel que fa a la tècnica cal destacar la delicadesa dels rostres i els plecs i modelats del vestit; en conjunt ajuden a donar a la reina una majestuositat sense efectismes. Amb el nen, Agapit ens posa en evidència la seva habilitat de captar les actituds infantils, ens reflecteix la naturalitat d'un infant amb la clàssica dignitat que correspon al que serà el pròxim rei.[16]

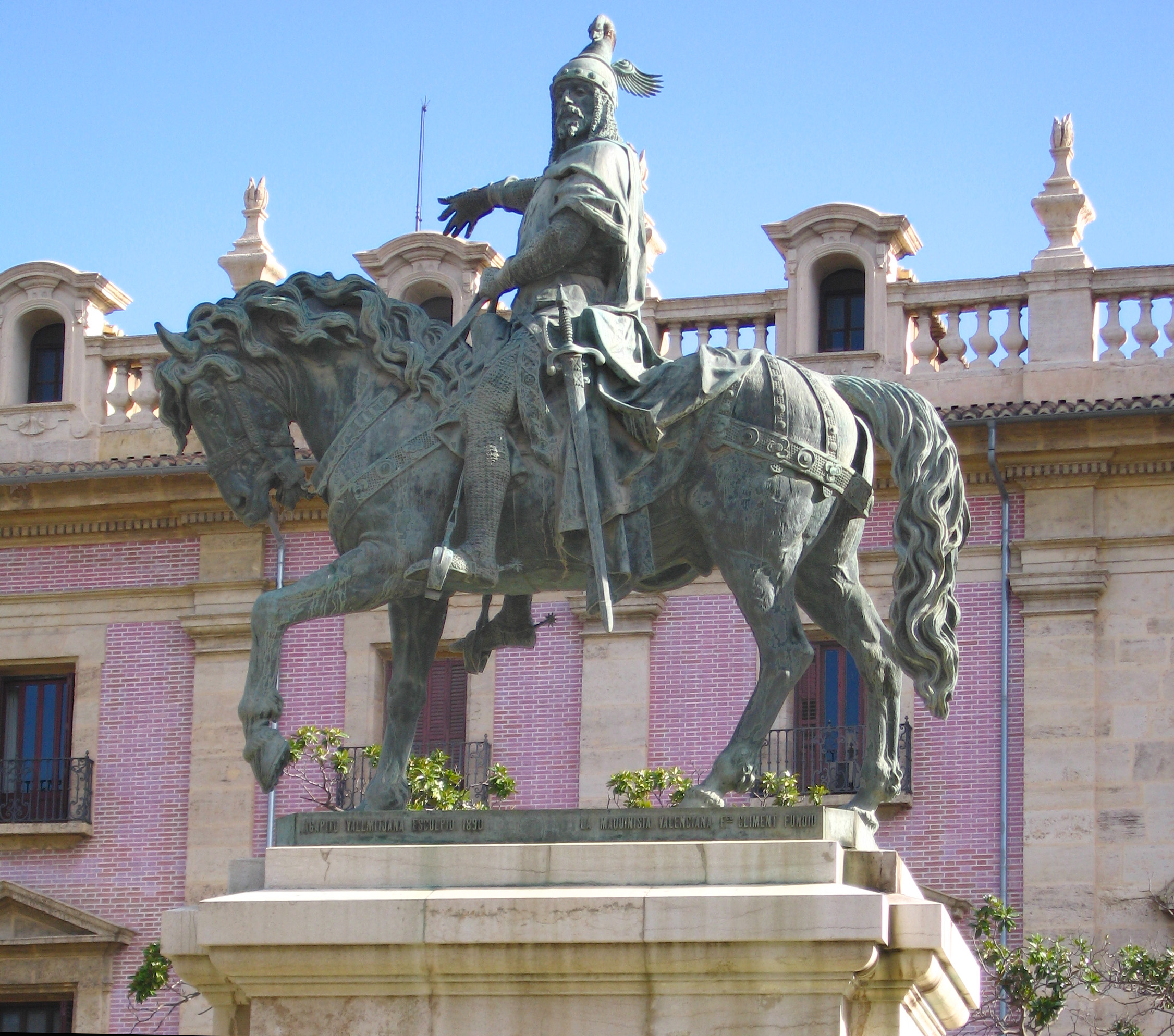
Jaume I el Conqueridor, València

- L'estàtua eqüestre de Jaume I el Conqueridor, a València, un altre dels monuments importants en la seva trajectòria, encomanat pel Govern valencià, el qual, en veure l'obra acabada, la varen elogiar dient el següent: “...no només revela la mestria de l'autor, sinó que expressa encertadament la majestat del gloriós monarca que representa”. Es realitzà amb bronze, pertanyent al Ministeri de Guerra, l'any 1886 i no s'inaugurà fins al 1891. És interessant destacar aquesta obra perquè Agapit fa un rei amb un aspecte de guerrer més que d'aristòcrata, per tant, no hi ha molta al·lusió pel que fa al luxe, sinó que més aviat ens vol ensenyar un conqueridor amb aspecte de lluitador.

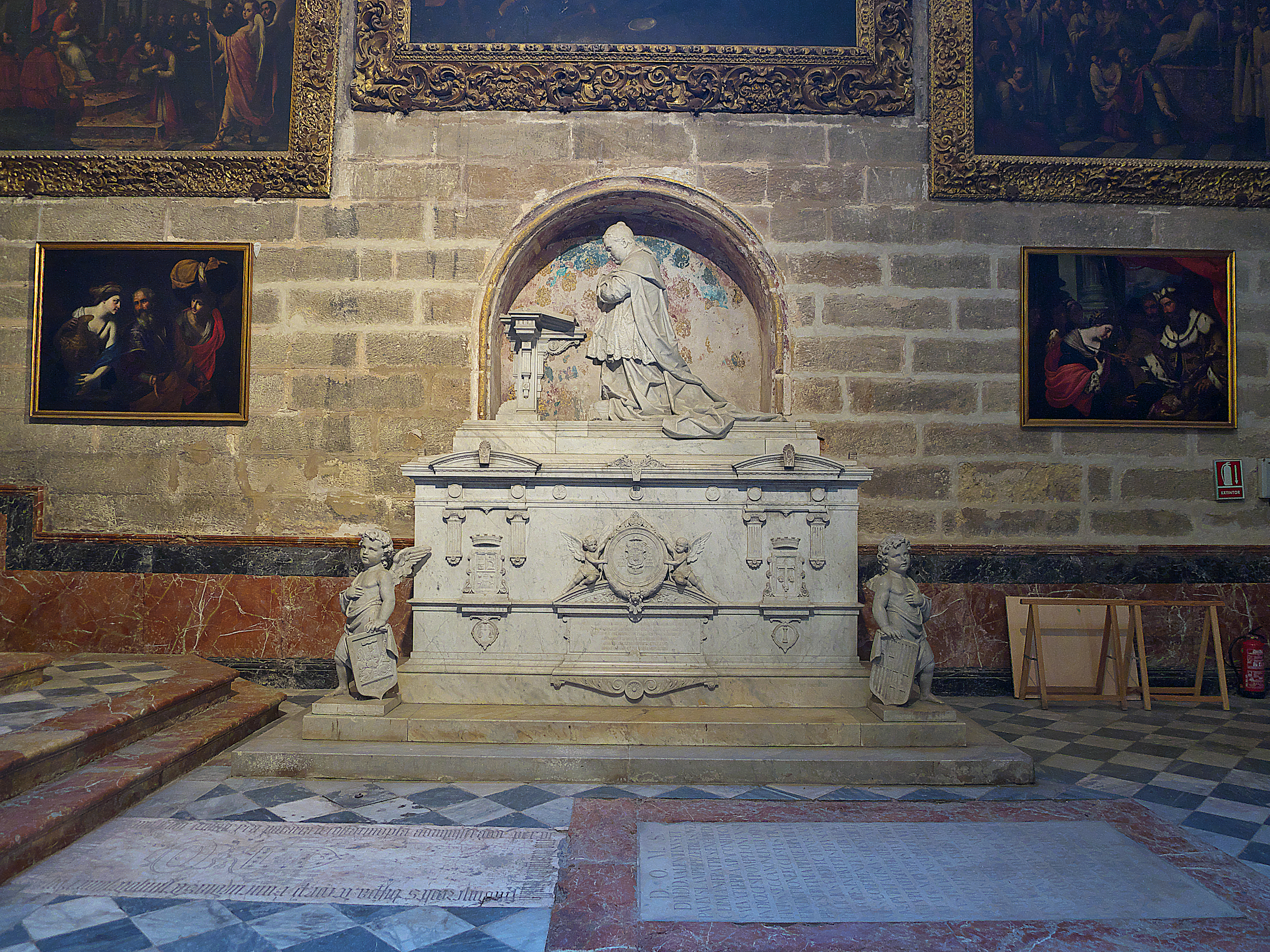
Sepulcre del Cardenal Lluch

- Retrats funeraris de gran importància com són el del bisbe Urquinaona i el del cardenal Lluch, on hem de destacar el tractament dels plecs de les túniques que cobreixen magníficament les figures, donant així moviment i versemblança. Tanmateix cal posar èmfasi a la importància que donaren a l'escultura religiosa que des del moment en què els germans començaren a treballar encàrrecs varen fer visible la renaixença de la temàtica religiosa a Catalunya en donar-li més importància a l'anatomia i l'expressió, per això diem que moltes de les seves obres són d'un realisme naturalista.

- Crist jacent, amb el qual Agapit fou premiat a l'Exposició Nacional de Belles Arts de Madrid l'any 1876, on veiem que segueix els models de Gregorio Fernández i està plena de virtuosisme, ja que posseeix unes qualitats tècniques molt bones pel que fa a la talla de l'anatomia, la bellesa de l'expressió i l'emotivitat que transmet.[17][18][19]

| «                          | Tu Cristo yacente, hermoso,/es de escultura modelo,/pero...(seré escrupuloso),/me parece que aquel pelo/no es bastante...religioso. | » |
| — vers de Granés y Vallejo | |   |

- Escultura religiosa, com és: Sant Joan de Déu[21][22] que està feta amb una sàvia construcció de solidesa formal; té un nadó als braços al qual abraça de forma misericordiosa i és comparada amb les estàtues religioses de la imatgeria barroca.

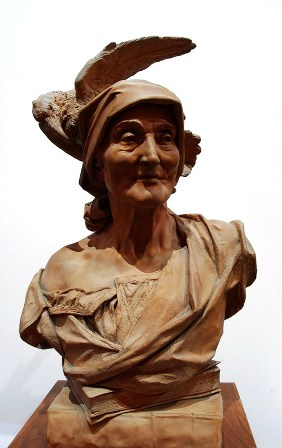
La Tradició

- Obra al·legòrica. Hi destaquem el bust de la Tradició, de terracota, d'una dona amb un mocador al cap i sobre ell al costat esquerre un corb, sembla que li està parlant a l'orella i té com a base dos llibres que sustenten el bust. També l'escultura de'Adam en el moment de veure a Eva: els crítics de l'època elogien els seus coneixements sobre anatomia i el domini del dibuix, però alhora critiquen que la figura d'Adam no correspon al moment en què veu a Eva per primer cop, ja que està derrotat i hauria d'estar ple de vigor.[23]

Hi ha obra d'Agapit al Museu Nacional d'Art de Catalunya gràcies a l'adquisició per part del centre a la seva viuda Irene Abarca, al Museu Víctor Balaguer, al Museu Abelló i també al Museu Marès, com a llocs destacats.
| Obra                                             | Any       | Localització                                                     |
| ------------------------------------------------ | --------- | ---------------------------------------------------------------- |
| Escultures dels Evangelistes i grup de la Fe     | 1853-1854 | Església de Sant Just, Barcelona                                 |
| Escultures del Banc de Barcelona                 | 1858-1867 | Rambla de Santa Mònica amb la plaça Portal de la Pau, Barcelona  |
| Estàtua d'Isabel II                              | 1860      | Pati de l'Audiència                                              |
| Retrat de Isabel II amb el príncep Alfons nen    | 1860      | Palau Reial de Pedralbes, Barcelona, dipòsit del Museo del Prado |
| Retrat de Manuel Bofarull                        | 1861      | Ajuntament de Barcelona                                          |
| Sant Sebastià lligat a l'arbre del martiri       | 1862      | Sense localitzar, probablement destruïda                         |
| Retrat de Claudi Lorenzale Sugrañes              | 1864      | Reial Acadèmia Catalana de Belles Arts de Sant Jordi. Barcelona  |
| Adam en el moment de veure a Eva                 | 1864      | Sense localitzar, probablement destruïda                         |
| Escultures d'Alfons X el Savi i Lluís Vives      | 1865      | vestíbul de l'edifici històric de la Universitat de Barcelona    |
| Retrat de Pau Milà i Fontanals                   | 1867      | Reial Acadèmia Catalana de Belles Arts de Sant Jordi. Barcelona  |
| Verge titular de l'església del Pi               | 1868      | Església del Pi                                                  |
| Crist Jacent                                     | 1872      | Museu del Prado. Madrid                                          |
| Puríssima                                        | 1874      | -                                                                |
| Bust d'Emilio Santos                             | 1874      | -                                                                |
| Puríssima                                        | 1877      | -                                                                |
| Bust del marquès de Campo                        | 1879      | -                                                                |
| Panteó del bisbe Fleix                           | 1879      | Tarragona                                                        |
| Font del nen                                     | 1880      | Jardins de Can Mantega, Barcelona                                |
| Sant Francesc de Paula                           | 1882      | -                                                                |
| Naixement de Venus                               | 1883      | Parc de la Ciutadella, Barcelona                                 |
| Escultura de Sant Joan de Déu                    | 1883      | Hospital de Sant Joan de Déu Barcelona                           |
| Escultura del cardenal Joaquim Lluch             | 1883      | Capella Sant Laureà de la Catedral de Sevilla                    |
| L'Agricultura i la Marina                        | 1883      | Parc de la Ciutadella, Barcelona                                 |
| Bust La tradició                                 | 1884      | conservat a la Biblioteca Museu Víctor Balaguer                  |
| Àngel del judici                                 | 1884      | Museu Diocesà, Barcelona                                         |
| El sepulcre                                      | 1885      | Pas de la germandat de la Passió de Pamplona                     |
| Escultura funerària del bisbe J. M. d'Urquinaona | 1885      | Basílica de la Mercè de Barcelona                                |
| Monument eqüestre de Jaume I el Conqueridor      | 1886-1891 | Plaça d'Alfons el Magnànim, València                             |
| Crist i els dotze apòstols                       | 1887      | Portada nova de la Catedral de Barcelona                         |
| Lleons                                           | 1888      | Monument a Colom, Barcelona                                      |
| Bust de Cervantes                                | 1893      | Reial Acadèmia de Bones Lletres                                  |
| La Immaculada Concepció                          | 1898      | Museu Diocesà, Barcelona                                         |
| La flagel·lació                                  | 1898      | Segon Misteri de Dolor del Rosari Monumental de Montserrat       |